# Anopsicus ceiba
Anopsicus ceiba là một loài nhện trong họ Pholcidae. Loài này được phát hiện ở Honduras.